# Oktaviánov
Oktaviánov (též Horka) je 225 m n. m. vysoký vrch v okrese Hradec Králové Královéhradeckého kraje. Leží asi 1,5 km ssv. od obce Písek, na pomezí katastrálních území Písku a obce Kosice.

## Geomorfologické zařazení
Geomorfologicky vrch náleží do celku Východolabská tabule, podcelku Chlumecká tabule, okrsku Urbanická brána a podokrsku Chlumecká brána.